# Livealbum

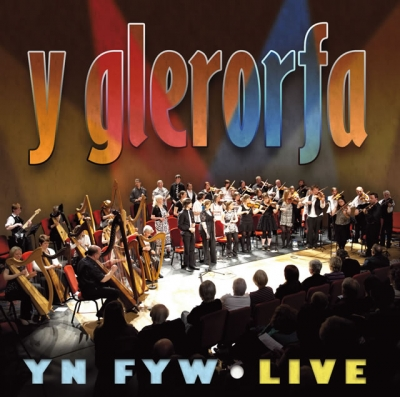
Hoes van een livealbum

Een livealbum is een muziekalbum met daarop opgenomen materiaal, vastgelegd tijdens een live-uitvoering.
Een livealbum kan een registratie zijn van één concert of een verzameling van meerdere concerten. Een dergelijk album wordt vaak gebruikt om de ervaring en sfeer van een liveoptreden vast te leggen. Vaak zit er applaus of gejuich bij van het publiek en opmerkingen van de artiest tussen de stukken/nummers door. Soms worden livealbums later aangepast in de studio om eventuele effecten toe te voegen of om de kwaliteit te verbeteren.